# 帕氏梭油鯰
帕氏梭油鯰，為輻鰭魚綱鯰形目長鬚鯰科的其中一種，分布於南美洲拉普拉塔河和布蘭科河流域，體長可達103公分，屬肉食性，生活習性不明，可作為觀賞魚。